# Gérardmer
Gérardmer település Franciaországban, Vosges megyében. Lakosainak száma 7685 fő (2022. január 1.). Gérardmer Arrentès-de-Corcieux, Rochesson, Liézey, Sapois, Le Tholy, Xonrupt-Longemer, Barbey-Seroux, La Bresse, Gerbépal és Granges-Aumontzey községekkel határos.

## Népesség
A település népességének változása:
| Lakosok száma | 8284 | 8294 | 8769 | 7967 | 7802 | 7807 | 7822 | 7833 | 7685 |
|               | 2013 | 2015 | 2016 | 2017 | 2018 | 2019 | 2020 | 2021 | 2022 |